# Агванська мова
Агванська мова — мова (також континіум діалектів)  Кавказької Албанії. Самоназва невідома. Була розповсюджена на лівобережжі Кури (сучасний північ Азербайджану, південь Дагестану та схід Грузії). Почала витіснятись з XII століття н.е., грузинською, вірменською мовами та тюркськими діалектами до сучасності, прямим нащадком одного з діалектів  агванської мови є удінська мова.

## Писемність
Використовувалось Агванське письмо, що виникло приблизно 430 р. в зв'язку з потребами християнства (насамперед для перекладу Біблії), що стало державною релігією Кавказької Албанії.
В Синайському монастирі, Зазою Алексідзе було знайдено 2 палімпсеста 7 століття і глоси 6-7 ст. Ці епіграфічні пам'ятки підтверджують гіпотезу про те, що агванська мова є давньою формою удінської мови. Надписи відображали алфавітну систему, що мала спільні риси з давньовірменським, давньогрузинським, грецьким та арамейським письмом. В алфавіті нараховувалось 52 прості графеми та 2 диграфа. З них 5 графем і обидва диграфи служили позначкою голосних, а решта передавали приголосні звуки. Напрямок письма з ліва направо.